# National Football League 1995 (Fiji)
In 1995 werd het 19e officiële Fijisch National Football League gespeeld. Titelhouder was Ba FA. Ba FA werd voor 7e keer kampioen. 

## Kampioen
| 1995                      |
| Vlag van Fiji             |
| ------------------------- |
| Ba FA Kampioen (7° titel) |